# Fabien Barthez
Pour les articles homonymes, voir Barthez.
Fabien Barthez, né le 28 juin 1971 à Lavelanet, dans l'Ariège, est un footballeur international français qui évolue au poste de gardien de but de 1990 à 2007.
En club, il remporte la Ligue des champions en 1993 avec l'Olympique de Marseille ainsi que deux championnat de France en 1997 et 2000 avec l'AS Monaco. Il remporte également deux championnat d'Angleterre en 2001 et en 2003 avec Manchester United.
Avec l'équipe de France, il remporte notamment la Coupe du monde 1998, l'Euro 2000 ainsi que la Coupe des confédérations en 2003, et est finaliste de la Coupe du monde 2006.
Il est considéré comme le meilleur gardien du football français et l'un des meilleurs de sa génération, il est surnommé le Divin chauve.
Après sa carrière en football, il s'est reconverti dans la compétition automobile en France et devient champion de France de Grand Tourisme en 2013. De décembre 2013 à septembre 2014, il est aussi le directeur général du Luzenac Ariège Pyrénées.

## Biographie

### Jeunesse
Fabien Barthez naît le 28 juin 1971 dans les murs du centre hospitalier de La Soulano à Lavelanet ; il est le fils d'Alain et Joëlle. Il a une sœur, Géraldine, qui tient un commerce de tabacs-journaux à Lavelanet depuis les années 1990,. Le couple se sépare alors que leur enfant a trois ans. Un mercredi après-midi, sur le terrain du stade Eric-Specia de Lavelanet, l'éducateur Aimé Goudou essaye le jeune Fabien Barthez comme gardien de but alors qu'il a sept ans et demi. Il remarque son potentiel et prévient le père, Alain, le soir même, les deux hommes se connaissant depuis longtemps. Alain Barthez, ancien rugbyman de haut-niveau comme demi d'ouverture au RC Narbonne, a peu le temps d'observer les progrès de son fils, tenant un magasin de sport. Fabien a le sport comme passion.
Avec le Stade lavelanetien, Fabien s'impose au fil des saisons. Il joue arrière avec les jeunes rugbymen de l'Étoile sportive laroquaise tout en poursuivant son apprentissage au poste de gardien de but à Lavelanet. Une double passion qu'il assouvit jusqu'à ses quinze ans, son pied gauche précis et sa sûreté de main l'aidant au pays de l'Ovalie. Si côté scolarité, Fabien n'a rien d'un crack, c'est un bosseur forcené sur les terrains de sport. Lors d'un tournoi de sixte, alors qu'il n'a que douze ans, Aimé Goudou le teste aussi face à des seniors. Michel Vergé, CTD de l'Ariège se souvient de la première fois qu'il l'a supervisé : « il s'amusait avec des copains. (...) J'ai vu ce gamin plonger à droite, à gauche ... Ses capacités sont réelles. Je lui ai proposé de participer à un stage à Pamiers, et il n'a plus quitté les sélections jeunes de la région. Il surclassait ses coéquipiers dans le but. Ce sont ses lectures de trajectoires de balle qui m'ont le plus impressionné ». À son tour, Jean-Michel Benezet, CTR du Midi-Pyrénées, le teste alors que Fabien joue en Minimes première année. Le 14 juin 1984, en demi-finale de la Coupe nationale de la catégorie, il découvre le stade Geoffroy-Guichard de Saint-Étienne où les jeunes jouent en lever de rideau d'Espagne-Roumanie lors de l'Euro 1984. Barthez est alors le plus petit avec son mètre cinquante-cinq. Celui qui doit attendre ses seize ans pour grandir est obligé d'apprendre à sortir de son but et bondir sur les ballons. En 1986, avec la sélection cadette de la Ligue Midi-Pyrénées, il remporte son premier trophée avec la Coupe nationale.

### Toulouse FC
Après l'avoir repéré plus tôt lors des sélections régionales, Élie Baup, alors responsable des gardiens au Toulouse Football Club, lui fait intégrer le centre de préformation toulousain en 1986. Baup le fait débuter en Cadets nationaux. Après deux saisons concluantes, Barthez intègre le centre de formation, au CREPS de Lespinet, dirigé par Serge Delmas. Trois années durant lesquelles Fabien satisfait son entraîneur malgré quelques crises d'adolescences. Son père se rappelle que « c'était un filou mais pas un voyou. (...) Un jour au centre de formation il a fait le mur. Avec Delmas, on s'est mis d'accord pour lui flanquer la trouille de sa vie. Le lendemain, Fabien m'appelle affolé "Papa ! Papa ! Je vais être viré !" ». Avec Laurent Batlles, Mickaël Debève, Teddy Richert, Anthony Bancarel... Fabien s'épanouit sportivement et intègre l'équipe réserve avec laquelle il réussit des prouesses chaque week-end en Division 3.
Lorsque commence la saison 1991-1992, l'entraîneur de l'équipe première Victor Zvunka l'intègre comme troisième gardien derrière Robin Huc et Olivier Pédémas. À l'automne, double coup dur pour le TFC : les deux portiers se blessent. Le 22 septembre 1991, Fabien Barthez débute en Division 1. Sur la pelouse de Nancy, il n'en mène pas large. « Je suis resté paralysé sur ma ligne pendant une demi-heure ». Conséquence : à la 25e minute, David Zitelli décoche une frappe lourde des trente mètres qu'il ne peut qu'effleurer. Finalement, les Toulousains ramènent un bon match nul (1-1). Malgré sa délicate entame de match, les observateurs notent déjà les qualités de ce jeune gardien. Il dispute vingt-six matchs durant cette saison durant lesquels il paraît nettement moins timoré et relègue ses deux partenaires sur le banc. Devenu international espoirs, Barthez réussit de bonnes prestations contre les grosses formations comme Monaco, le PSG et surtout l'Olympique de Marseille. Ce jour-là, malgré la défaite (2-0) face aux assauts de Chris Waddle, Jean-Pierre Papin, Franck Sauzée et autres, Bernard Tapie tombe sous son charme.
L'Olympique de Marseille fait une proposition pour acheter Barthez,  à qui il propose un contrat de quatre ans avec un salaire multiplié par cinq. Fabien hésite devant la présence de Pascal Olmeta dans les buts olympiens et ne veut pas se morfondre sur le banc de touche. Rassuré par son père, il s'engage et paraphe le document.

### Olympique de Marseille
Le 30 septembre 1992, Barthez fait ses débuts sous le maillot phocéen pour un match de Ligue des champions contre Glentoran. Trois jours plus tard, l'Olympique de Marseille accueille Monaco en championnat. Sur une passe en retrait, Fabien est pressé par l'international allemand Jürgen Klinsmann qu'il dribble audacieusement. De nouveau dans le onze de départ contre le Bucarest, il sauve son équipe de la débâcle lors du déplacement en Roumanie à l'aller (0-0). Au retour, l'OM se qualifie et Fabien se sent de plus en plus à l'aise, soutenu par l'expérimenté duo Basile Boli-Éric Di Meco. Mais lors du premier match de poule chez les Glasgow Rangers, Barthez encaisse deux buts alors qu'il est englué sur sa ligne et que l'OM mène heureusement de deux unités (2-2). Il encaisse ses premières critiques et Pascal Olmeta est rappelé à la rescousse. Quelques jours plus tard, le Corse se fracture le péroné et Barthez quitte le banc et effectue une bonne fin de saison. Le 26 mai 1993, l'OM décroche la première Coupe d'Europe d'un club français devant le grand AC Milan de Fabio Capello. Seulement vingt mois après son premier match en première division française et quelques arrêts devant Daniele Massaro et Marco van Basten, le gardien de vingt-deux ans est champion d'Europe.
En marge de l'affaire VA-OM, Fabien se concentre sur le terrain. Sans faiblir, il traverse la tempête qui prive Marseille d'un titre de champion, d'une participation européenne et, une saison plus tard, de sa présence parmi l'élite. Malgré la tourmente, il continue sa progression en devenant international en mai 1994. Après un passage en Division 2, Fabien refuse la prolongation de contrat de deux ans que lui proposent les dirigeants marseillais, l'OM étant maintenu administrativement en D2, et rejoint l'AS Monaco.

### AS Monaco
Arrivé en Principauté physiquement diminué, en raison d'une blessure au ménisque, Barthez se fracture le poignet en août 1995, dès son retour à la compétition. Le jeune international est perturbé et un contrôle positif au cannabis en octobre 1995 au terme de Nantes-Monaco lui vaut, en janvier 1996, une suspension de quatre mois, dont deux ferme. Paradoxalement, cette sanction contribue à son épanouissement. Pendant cette durée, il se rend compte des exigences du haut niveau et du travail à fournir. Soutenu par Jean-Luc Ettori, l'ancien portier monégasque avec lequel il a de longues discussions, Barthez prolonge les séances d'entraînement et se livre sans retenue. Au terme de cette première saison blanche sur le Rocher, Fabien tient sa revanche : il est champion de France 1996-1997 avec l'ASM. Jean Tigana en fait un capitaine de plus en plus impliqué dans la vie du groupe.
Le 27 mai 1999, Barthez annonce son désir de quitter l'ASM. Le gardien des Bleus est l'un des derniers champions du monde à évoluer dans l'hexagone et l'AC Milan ainsi que Manchester United sont officiellement intéressés. Les Anglais se séparant de Peter Schmeichel ont déjà annoncé le départ de celui-ci quand le revirement de situation a lieu. Le prince Albert qui tient absolument à garder son ambassadeur de luxe demande aux dirigeants de frapper un grand coup. Jean-Louis Campora coince Barthez après un entraînement et lui déclare s'aligner avec l'offre mancunienne, effort jamais consenti pour aucun joueur avant. Fabien prolonge son contrat jusqu'en 2004. « Je ne suis pas un type insensible. Je n'ai pas fait quatre ans ici pour rien, sans m'identifier au club, sans y remplir certaines responsabilités ». Pour un million de francs par mois, plus gros salaire du football français, il poursuit donc l'aventure dans le Championnat de France, à Monaco, où il déclare alors vouloir terminer sa carrière.
Sa dernière saison, bien que terminée sur un deuxième titre de champion de France, est aussi marquée par une série de blessures qui lui font rater une vingtaine de matchs et par de mauvaises relations avec son entraîneur Claude Puel, ce dernier lui reprochant d'être beaucoup moins investi dans son rôle de capitaine et dans la vie du groupe, notamment en deuxième partie de saison. Le point de non retour est atteint en avril 2000 après une défaite 4-2 à Marseille, Puel reproche à Barthez d'avoir été trop gentil face à son ancien club et d'avoir laissé gagner l'OM, alors menacé de relégation. Après cet épisode, en plus d'une sanction interne infligée à lui-même et à son coéquipier David Trezeguet pour avoir refusé de prendre l'avion affrété par le club pour rentrer sur Monaco après un match avec les Bleus, Barthez décide de quitter définitivement Monaco .
Après avoir remporté l'Euro 2000 avec les Bleus, il signe en faveur de Manchester United.

### Manchester United
Fabien Barthez rejoint le club anglais de Manchester United pour succéder à Peter Schmeichel, gardien emblématique des Red Devils transféré au Sporting Portugal un an plus tôt mais n'ayant pas eu de succession digne de ce nom en 1999-2000, pour la somme de 80 millions de francs (somme record pour un gardien à l'époque). Avec Manchester United, il remporte deux titres de champion en 2001 et 2003 et atteint la finale de la League Cup en 2003.
Après deux premières saisons d'excellente qualité, il commet plusieurs bourdes en 2002-2003, qui coïncident avec l'époque de l'élimination de la France au premier tour de la Coupe du monde 2002. Fabien Barthez perd même sa place de titulaire après la défaite en quart de finale retour de Ligue des champions contre le Real Madrid (4-3), étant jugé en grande partie responsable de l'élimination des Red Devils.
À partir d'avril 2003, Fabien Barthez est privé de terrain à Manchester où Alex Ferguson lui préfère Tim Howard. Le Français accepte et continue de travailler, mais se retrouve sur le banc pour la première fois de sa carrière, voire à l'écart du groupe. L'Olympique de Marseille se manifeste alors pour un prêt de son ex-gardien. L'OM fait même appel auprès de la FIFA pour que Barthez puisse jouer dès décembre 2003 afin de résoudre ses problèmes de portiers (Cédric Carrasso blessé et Vedran Runje écarté), mais en vain. À 31 ans, l'ancien champion du monde se retrouve provisoirement exclu du tourbillon des compétitions et profite de son fils Lenny, né quelques mois plus tôt. À base de footings, musculation et séances spécifiques, il se remet physiquement à flot. Sa convocation en équipe de France à l'automne 2003 lui permet de garder la confiance de Jacques Santini, le sélectionneur.

### Retour à Marseille
Le 3 janvier 2004, pour son premier match avec son ancien club, Barthez et l'OM reçoivent le RC Strasbourg en Coupe de France. Après deux arrêts décisifs lors de la séance de tirs au but, le « Divin chauve », tel qu'il est surnommé, se présente lui-même face à Richard Dutruel, qu'il trompe, et qualifie son équipe. Les Marseillais atteignent la finale de la Coupe UEFA grâce à des performances de haut niveau de leur gardien star face à Liverpool et Newcastle. En finale, il est expulsé par Pierluigi Collina après une sortie jugée trop dangereuse par l'arbitre italien juste avant la mi-temps, provoquant un pénalty et précipitant la défaite des siens face au Valence CF (0-2). À l'issue de ce prêt et grâce aux bonnes performances de Barthez dans les cages marseillaises, l'OM et Manchester United s'entendent sur un transfert définitif basé sur un contrat de deux saisons.
Le 12 février 2005, il crache sur l'arbitre lors d'un match amical contre le WAC Casablanca. Il est suspendu six mois et doit effectuer dix travaux d'intérêt général, :
- Intervention aux pôles Espoirs de Toulouse et d'Aix-en-Provence
- Présence à la journée de l'arbitrage les 8 ou 9 octobre 2005
- Tournée des plages de Méditerranée pour promouvoir le football de plage
- Participation à Clairefontaine à une journée de futsal
- Opération auprès du football féminin
- Encadrement de jeunes (débutants, poussins, benjamins) pour une journée d'accueil dans la Ligue de Corse
- Intervention à Toulon contre la violence et les incivilités dans le football
- Opération auprès du football handisport
- Journée de football dans un quartier difficile

La veille du dernier match de la saison, le 12 mai 2006, il annonce qu'il quitte Marseille.
Toujours sans club en octobre 2006, le gardien français espère s'engager avec le Toulouse FC, dont le gardien Christophe Revault est parti pour le Stade rennais, mais le président du club Olivier Sadran y met son veto. Finalement, le 5 octobre, il annonce officiellement lors du journal télévisé de TF1 qu'il met un terme à sa carrière de footballeur.

### Fin de carrière à Nantes
Deux mois plus tard, le FC Nantes, en difficulté, fait appel au gardien champion d'Europe. Après s'être entraîné pendant quatre mois au club de CFA2 de Blagnac en tant que joueur de champ, comme à ses débuts, il décide de revenir sur sa décision et signe un contrat de six mois pouvant aller jusqu'à dix-huit mois minimum en cas de maintien du club en Ligue 1. Il porte le numéro 1 et participe à son premier match sous les couleurs des Canaris le 6 janvier 2007 à l'occasion du 32e de finale de Coupe de France face à Guingamp (victoire 1-0).
Cependant, son retour au premier plan est assez mitigé. S'il encaisse cinq buts contre Valenciennes (dont quatre du seul Steve Savidan), il réalise la semaine suivante un match exceptionnel contre Marseille. Le 1er avril 2007, il commet une bourde en laissant entrer un ballon anodin dans son but sur une grossière erreur lors d'une rencontre des mal-classés contre Sedan et est même remplacé par Tony Heurtebis à la 68e minute. Après la défaite à domicile face à Rennes malgré deux superbes parades, les derniers espoirs nantais pour le maintien en première division s'évaporent. À la sortie du stade, Fabien Barthez est pris à partie par des supporters et annonce son départ définitif du club le 29 avril 2007 sur RMC : « Je ne vais pas rejouer avec Nantes. Je ne me sens pas prêt à vivre comme cela. Je ne me sens plus en sécurité là-bas et je préfère partir ».
Le 10 février 2008, Fabien Barthez annonce la fin de sa carrière dans l'émission Téléfoot sur TF1.
En 2022, le magazine So Foot le classe dans le top 1000 des meilleurs joueurs du championnat de France, à la 48e place.

### Avec l'équipe de France (1994-2006)
Il honore sa première sélection sous le maillot bleu le 26 mai 1994, soit un an jour pour jour après la victoire en Ligue des champions avec l'OM, contre l'Australie (1-0) lors de la Coupe Kirin remportée par l'équipe de France.
Sous le maillot français, il dispute l'Euro 1996 en tant que troisième gardien. Il est blessé et le sélectionneur Aimé Jacquet lui préfère à l'époque Bernard Lama.
Fabien Barthez fait partie des plans d'Aimé Jacquet pour la Coupe du monde 1998 : « Fabien a évolué. C'est un garçon tranquille qui est devenu un leader en club et a pris beaucoup d'amplitude avec les Bleus… ». Malgré ses 36 sélections contre onze pour Barthez, Bernard Lama doit se résigner à un mois de la compétition : Fabien sera le numéro un. Il s'agit d'une décision de Philippe Bergerôo, entraîneur des gardiens, dont Jacquet lui avait confié le choix du gardien de but titulaire. Il devient titulaire dans les cages avant le Mondial, justifiant sa place par une superbe prestation contre la Finlande (0-1) en match amical, juste avant le tournoi. Durant le Mondial joué en France, Barthez est le seul joueur français ayant disputé les 684 minutes des sept matchs du tournoi. Par des arrêts étonnants, des sorties déterminantes, des relances efficaces et même une passe décisive pour Thierry Henry contre l'Arabie saoudite en phase de poule (4-0). Lors du quart de finale face à l'Italie, il stoppe le tir au but de Demetrio Albertini, avant que celui de Luigi Di Biagio frappe la barre transversale permettant à la France de l'emporter,. Son arrêt face à Albertini est resté durant vingt-six ans, le seul tir au but stoppé par un gardien français en sélection (alors que les Bleus ont connu cinq séances de 1998 à 2024),. En mars 2025, Mike Maignan réussit à stopper deux tirs au but face à la Croatie en Ligue des nations, mettant fin à cette malédiction. À l'issue de la compétition, les Bleus sont sacrés champions du monde pour la première fois de leur histoire, la joie de vivre et la décontraction de Barthez rejaillissent sur le groupe. Avec deux buts encaissés, il fait partie de la meilleure défense du tournoi, et Barthez est élu meilleur gardien de la compétition.
En février 2000 au Stade de France contre la Pologne, Fabien Barthez fête sa trentième sélection avec les Bleus et devient le sixième gardien le plus capé des 68 portiers ayant portés le maillot tricolore. Cependant, au rapport buts encaissés/matchs disputés, Barthez a la meilleure performance avec seulement seize buts encaissés soit 0,533 unité concédée par match,.
Lors de l'Euro 2000, Barthez est déterminant en demi-finale de la compétition contre le Portugal, détournant d'une parade réflexe une tête d'Abel Xavier en toute fin de partie. Lors de la finale face à l'Italie le 2 juillet, c'est Alessandro Del Piero que Barthez écœure en remportant par deux fois son un-contre-un contre l'attaquant italien, d'abord à 1-0 pour l'Italie dans le temps règlementaire, puis en prolongations. Après le but en or de David Trezeguet, la France remporte le championnat et Fabien Barthez est élu meilleur gardien de la compétition. À la fin de l'année, il est également désigné meilleur gardien de but de l'année.
En 2002, malgré une bonne prestation face à l'Uruguay lors de la phase de poules de la Coupe du monde, il ne peut éviter l'élimination de la France dès le premier tour. L'année suivante, il se montre décisif lors de la Coupe des confédérations que les Bleus remportent. Il devient ainsi le seul gardien international à avoir remporté les coupe du monde, championnat d'Europe et coupe des Confédérations.
En 2004, lors de l'Euro, il réalise une bonne prestation en stoppant notamment un pénalty de David Beckham mais les Bleus s'inclinent face à la Grèce en quarts de finale.
En 2006, après un bon parcours de Barthez et de l'équipe de France lors de la Coupe du monde, ces derniers s'inclinent en finale face à l'Italie (1-1 puis 5-3 aux tirs au but). Ce Mondial est le troisième de rang disputé par Fabien Barthez qui détient le record français du nombre de matchs disputés en Coupe du monde (17) (record battu en 2022 par Hugo Lloris).
Signe que la Coupe du monde 1998 a durablement marqué la société française, le nombre de bébés prénommés Zinédine, Lilian, Bixente et Fabien a fortement augmenté après le tournoi. Le livre Sciences Sociales Football Club estime que plus d'un millier de petits garçons français ont été prénommés Fabien en raison de la popularité de Fabien Barthez lors de la Coupe du monde 1998.

### Reconversion

#### Consultant (2010-2012)
Lors de la Coupe du monde 2010, TF1 engage Barthez en tant que consultant sportif pour le mag de la Coupe du monde. Il est présent une dizaine de fois sur le plateau pour faire le bilan der les matchs en compagnie de Robert Pirès, Bixente Lizarazu et Denis Brogniart, alors animateur de l'émission.
L'ex gardien de but rempile sur cette même chaîne à la rentrée 2010. Il intervient une fois par mois dans l'émission dominicale Téléfoot, ainsi que dans les journaux télévisés de la Une et de LCI en fonction de l'activité sportive et lorsque son expertise est requise. Il apparaît également dans Tour d'Europe, une nouvelle émission sur Eurosport (filiale TF1) présentée par Guillaume Di Grazia et Christophe Jammot, à chaque journée des éliminatoires de l'Euro 2012. Mais s'il a rempilé, c'est aussi parce que la chaîne lui permet de s'exprimer sur un autre sujet qui lui tient à cœur : le sport automobile. De ce fait, il fait partager sa passion aux téléspectateurs du magazine précédant Téléfoot chaque dimanche : Automoto.

#### Sport automobile (2008-2016)
Fabien Barthez est également un passionné de voitures de sports et de compétition automobile. Après avoir participé à la Porsche Carrera Cup France en 2008 et 2009 ainsi qu'à plusieurs championnats monotypes français, Fabien Barthez s'engage en Championnat de France FFSA GT à partir de 2010. Il remporte le classement du Gentlemen Trophy avec Gilles Duqueine en 2011 puis participe au Championnat de France à partir de 2012. Il remporte sa première course sur le circuit de Navarre le 9 septembre 2012. Il remporte deux autres victoires dans la catégorie des gentlemen drivers lors des Coupes de Pâques, disputées sur le circuit de Nogaro dans le cadre du championnat mondial FIA GT Series 2013.
En 2011, il participe au Trophée Andros (course auto sur glace), au volant de l'Andros Car Skoda. Il participe également la même année au 1er Grand Prix Electrique de Pau (premier Grand Prix 100% électrique au monde), sur la même voiture et se classe 4ème de la course,.
Le 27 octobre 2013, il gagne le Championnat de France FFSA GT.
Il participe également aux 24 Heures du Mans les 14 et 15 juin 2014 au volant d'une Ferrari 458 Italia GT2.
Fabien Barthez et Olivier Panis, lancent une équipe de course en endurance en janvier 2016. La voiture du Panis-Barthez Compétition est une Ligier JS P2 et elle court en ELMS et aux 24 Heures du Mans les 18 et 19 juin 2016. Les pilotes sont Timothé Buret, Paul-Loup Chatin et Fabien Barthez.

#### Dans le football (2010-2021)
Après la nomination de son ancien partenaire de jeu Laurent Blanc au poste de sélectionneur de l'équipe de France en 2010, Fabien Barthez intègre l'encadrement de l'équipe de France en devenant conseiller technique des gardiens.
En décembre 2013, il est nommé directeur général de Luzenac Ariège Pyrénées. Durant la saison, Luzenac gagne son accès à la Ligue 2. Mais cet accès est refusé par la DNCG et le CNOSF. Barthez et l'encadrement du LAP vont tout faire pour tenter d'obtenir leur place en Ligue 2. Le 1er août 2014, le tribunal administratif de Toulouse autorise la montée du club. Le 8 août 2014, la LFP refuse d’accorder le statut professionnel au club ariégeois en raison d’un stade non conforme aux normes de sécurité et de capacité exigées en Ligue 2. Selon Frédéric Thiriez, président de la LFP, le club de Luzenac n'a jamais répondu aux demandes de la Ligue de faire des travaux dans son stade ou de proposer un stade de repli. L'équipe première est dissoute en septembre 2014 et Fabien Barthez, co-dirigeant du club depuis 2012, quitte le projet.
Il est ambassadeur de la ville de Toulouse pour l'Euro 2016.
Il intègre le staff technique de Toulouse FC dans un rôle de consultant à compter de novembre 2020. Le 17 septembre 2021, Fabien Barthez s'est vu signifier la fin de sa mission par le club haut-garonnais. Selon La Dépêche du Midi, Toulouse a pris cette décision pour des raisons financières.

#### Liens avec le monde du rugby
Fabien Barthez est le fils d'Alain Barthez, ancien rugbyman qui évoluait au poste de demi d'ouverture. Son père ayant joué pour le club du RC Narbonne, Fabien est resté proche du ballon ovale, en 2015 il devient membre des socios de ce même club. Sans oublier que durant son enfance, il s'est essayé plusieurs fois au rugby avant de finalement se tourner vers le football. Le 26 septembre 2022 il participe au "match des légendes" à l'Allianz Riviera de Nice. Dans ce match, d'anciens grand joueurs de football et de rugby tels que Éric Cantona, Jean-Pierre Papin ou encore Sébastien Chabal s'affrontent dans ces deux disciplines.

## Statistiques en football

### Détails par saison
| Saison                | Club                   | Championnat           | Championnat | Championnat | Coupe(s) nationale(s) | Coupe(s) nationale(s) | Compétition(s) continentale(s) | Compétition(s) continentale(s) | Compétition(s) continentale(s) | Trophée des Champions | Trophée des Champions | Community Shield | Community Shield | France | France | Total | Total |
| Saison                | Club                   | Division              | M.          | B.          | M.                    | B.                    | Comp.                          | M.                             | B.                             | M.                    | B.                    | M.               | B.               | M.     | B.     | M.    | B.    |
| 1991-1992             | Toulouse FC            | Division 1            | 26          | 0           | 2                     | 0                     | -                              | -                              | -                              | -                     | -                     | -                | -                | -      | -      | 28    | 0     |
| Sous-total            | Sous-total             | Sous-total            | 26          | 0           | 2                     | 0                     | -                              | -                              | -                              | -                     | -                     | -                | -                | -      | -      | 28    | 0     |
| 1992-1993             | Olympique de Marseille | Division 1            | 30          | 0           | 0                     | 0                     | C1                             | 10                             | 0                              | -                     | -                     | -                | -                | -      | -      | 40    | 0     |
| 1993-1994             | Olympique de Marseille | Division 1            | 37          | 0           | 4                     | 0                     | -                              | -                              | -                              | -                     | -                     | -                | -                | 1      | 0      | 42    | 0     |
| 1994-1995             | Olympique de Marseille | Division 2            | 39          | 0           | 6                     | 0                     | C3                             | 4                              | 0                              | -                     | -                     | -                | -                | -      | -      | 49    | 0     |
| Sous-total            | Sous-total             | Sous-total            | 106         | 0           | 10                    | 0                     | -                              | 14                             | 0                              | -                     | -                     | -                | -                | 1      | 0      | 131   | 0     |
| 1995-1996             | AS Monaco FC           | Division 1            | 21          | 0           | 2                     | 0                     | C3                             | 1                              | 0                              | -                     | -                     | -                | -                | 1      | 0      | 25    | 0     |
| 1996-1997             | AS Monaco FC           | Division 1            | 36          | 0           | 4                     | 0                     | C3                             | 10                             | 0                              | -                     | -                     | -                | -                | 6      | 0      | 56    | 0     |
| 1997-1998             | AS Monaco FC           | Division 1            | 30          | 0           | 5                     | 0                     | C1                             | 10                             | 0                              | 1                     | 0                     | -                | -                | 12     | 0      | 58    | 0     |
| 1998-1999             | AS Monaco FC           | Division 1            | 32          | 0           | 2                     | 0                     | C3                             | 5                              | 0                              | -                     | -                     | -                | -                | 6      | 0      | 45    | 0     |
| 1999-2000             | AS Monaco FC           | Division 1            | 24          | 0           | 5                     | 0                     | C3                             | 5                              | 0                              | -                     | -                     | -                | -                | 12     | 0      | 46    | 0     |
| Sous-total            | Sous-total             | Sous-total            | 143         | 0           | 18                    | 0                     | -                              | 31                             | 0                              | 1                     | 0                     | -                | -                | 37     | 0      | 230   | 0     |
| 2000-2001             | Manchester United      | Premier League        | 30          | 0           | 2                     | 0                     | C1                             | 12                             | 0                              | -                     | -                     | 1                | 0                | 4      | 0      | 49    | 0     |
| 2001-2002             | Manchester United      | Premier League        | 32          | 0           | 2                     | 0                     | C1                             | 15                             | 0                              | -                     | -                     | -                | -                | 9      | 0      | 58    | 0     |
| 2002-2003             | Manchester United      | Premier League        | 30          | 0           | 6                     | 0                     | C1                             | 10                             | 0                              | -                     | -                     | 1                | 0                | 8      | 0      | 55    | 0     |
| 2003                  | Manchester United      | Premier League        | 0           | 0           | 0                     | 0                     | -                              | -                              | -                              | -                     | -                     | -                | -                | 4      | 0      | 4     | 0     |
| Sous-total            | Sous-total             | Sous-total            | 92          | 0           | 10                    | 0                     | -                              | 37                             | 0                              | -                     | -                     | 2                | 0                | 25     | 0      | 166   | 0     |
| 2004                  | Olympique de Marseille | Ligue 1               | 20          | 0           | 2                     | 0                     | C3                             | 9                              | 0                              | -                     | -                     | -                | -                | 7      | 0      | 38    | 0     |
| 2004-2005             | Olympique de Marseille | Ligue 1               | 30          | 0           | 2                     | 0                     | -                              | -                              | -                              | -                     | -                     | -                | -                | 5      | 0      | 37    | 0     |
| 2005-2006             | Olympique de Marseille | Ligue 1               | 24          | 0           | 4                     | 0                     | C3                             | 7                              | 0                              | -                     | -                     | -                | -                | 12     | 0      | 47    | 0     |
| Sous-total            | Sous-total             | Sous-total            | 74          | 0           | 8                     | 0                     | -                              | 16                             | 0                              | -                     | -                     | -                | -                | 24     | 0      | 122   | 0     |
| 2007                  | FC Nantes              | Ligue 1               | 14          | 0           | 5                     | 0                     | -                              | -                              | -                              | -                     | -                     | -                | -                | -      | -      | 19    | 0     |
| Total sur la carrière | Total sur la carrière  | Total sur la carrière | 455         | 0           | 53                    | 0                     | -                              | 98                             | 0                              | 1                     | 0                     | 2                | 0                | 87     | 0      | 696   | 0     |

### Matchs internationaux
| Matchs internationaux de Fabien Barthez | Matchs internationaux de Fabien Barthez | Matchs internationaux de Fabien Barthez         | Matchs internationaux de Fabien Barthez | Matchs internationaux de Fabien Barthez | Matchs internationaux de Fabien Barthez          | Matchs internationaux de Fabien Barthez              |
| #                                       | Date                                    | Lieu                                            | Adversaire                              | Résultat                                | Compétition                                      | Notes                                                |
| --------------------------------------- | --------------------------------------- | ----------------------------------------------- | --------------------------------------- | --------------------------------------- | ------------------------------------------------ | ---------------------------------------------------- |
| 1                                       | 25 mai 1994                             | Stade du Mémorial de l'Universiade, Kobé, Japon | Australie                               | V 1 - 0                                 | Match amical                                     | Titulaire.                                           |
| 2                                       | 11 octobre 1995                         | Stade Steaua, Bucarest, Roumanie                | Roumanie                                | V 3 - 1                                 | Éliminatoires de l'Euro 1996                     | Titulaire.                                           |
| 3                                       | 9 octobre 1996                          | Parc des Princes, Paris, France                 | Turquie                                 | V 4 - 0                                 | Match amical                                     | Titulaire.                                           |
| 4                                       | 9 novembre 1996                         | Parken Stadium, Copenhague, Danemark            | Danemark                                | D 0 - 1                                 | Match amical                                     | Titulaire.                                           |
| 5                                       | 22 janvier 1997                         | Estádio 1.º de Maio (pt), Braga, Portugal       | Portugal                                | V 2 - 0                                 | Match amical                                     | Titulaire.                                           |
| 6                                       | 2 avril 1997                            | Parc des Princes, Paris, France                 | Suède                                   | V 1 - 0                                 | Match amical                                     | Titulaire.                                           |
| 7                                       | 3 juin 1997                             | Stade de Gerland, Lyon, France                  | Brésil                                  | N 1 - 1                                 | Tournoi de France 1997                           | Titulaire.                                           |
| 8                                       | 7 juin 1997                             | Stade de la Mosson, Montpellier, France         | Angleterre                              | D 0 - 1                                 | Tournoi de France 1997                           | Titulaire.                                           |
| 9                                       | 12 novembre 1997                        | Stade Geoffroy-Guichard, Saint-Étienne, France  | Écosse                                  | V 2 - 1                                 | Match amical                                     | Titulaire.                                           |
| 10                                      | 28 janvier 1998                         | Stade de France, Saint-Denis, France            | Espagne                                 | V 1 - 0                                 | Match amical                                     | Titulaire.                                           |
| 11                                      | 25 février 1998                         | Stade Vélodrome, Marseille, France              | Norvège                                 | N 3 - 3                                 | Match amical                                     | Titulaire.                                           |
| 12                                      | 25 mars 1998                            | Stade Dynamo, Moscou, Russie                    | Russie                                  | D 0 - 1                                 | Match amical                                     | Titulaire.                                           |
| 13                                      | 22 avril 1998                           | Stade Råsunda, Stockholm, Suède                 | Suède                                   | N 0 - 0                                 | Match amical                                     | Titulaire.                                           |
| 14                                      | 12 juin 1998                            | Stade Vélodrome, Marseille, France              | Afrique du Sud                          | V 3 - 0                                 | Premier tour de la Coupe du monde 1998           | Titulaire.                                           |
| 15                                      | 18 juin 1998                            | Stade de France, Saint-Denis, France            | Arabie saoudite                         | V 4 - 0                                 | Premier tour de la Coupe du monde 1998           | Titulaire.                                           |
| 16                                      | 24 juin 1998                            | Stade de Gerland, Lyon, France                  | Danemark                                | V 2 - 1                                 | Premier tour de la Coupe du monde 1998           | Titulaire.                                           |
| 17                                      | 28 juin 1998                            | Stade Bollaert, Lens, France                    | Paraguay                                | V 1 - 0 b.e.o                           | Huitième de finale de la Coupe du monde 1998     | Titulaire.                                           |
| 18                                      | 3 juillet 1998                          | Stade de France, Saint-Denis, France            | Italie                                  | N 0 - 0 4-3 t.a.b                       | Quart de finale de la Coupe du monde 1998        | Titulaire.                                           |
| 19                                      | 8 juillet 1998                          | Stade de France, Saint-Denis, France            | Croatie                                 | V 2 - 1                                 | Demi-finale de la Coupe du monde 1998            | Titulaire.                                           |
| 20                                      | 12 juillet 1998                         | Stade de France, Saint-Denis, France            | Brésil                                  | V 3 - 0                                 | Finale de la Coupe du monde 1998                 | Titulaire.                                           |
| 21                                      | 5 septembre 1998                        | Laugardalsvöllur, Reykjavik, Islande            | Islande                                 | N 1 - 1                                 | Éliminatoires de l'Euro 2000                     | Titulaire.                                           |
| 22                                      | 20 janvier 1999                         | Stade Vélodrome, Marseille, France              | Maroc                                   | V 1 - 0                                 | Match amical                                     | Titulaire.                                           |
| 23                                      | 10 février 1999                         | Stade de Wembley, Londres, Angleterre           | Angleterre                              | V 2 - 0                                 | Match amical                                     | Titulaire.                                           |
| 24                                      | 27 mars 1999                            | Stade de France, Saint-Denis, France            | Ukraine                                 | N 0 - 0                                 | Éliminatoires de l'Euro 2000                     | Titulaire.                                           |
| 25                                      | 31 mars 1999                            | Stade de France, Saint-Denis, France            | Arménie                                 | V 2 - 0                                 | Éliminatoires de l'Euro 2000                     | Titulaire.                                           |
| 26                                      | 5 juin 1999                             | Stade de France, Saint-Denis, France            | Russie                                  | D 2 - 3                                 | Éliminatoires de l'Euro 2000                     | Titulaire.                                           |
| 27                                      | 18 août 1999                            | Windsor Park, Belfast, Irlande du Nord          | Irlande du Nord                         | V 1 - 0                                 | Match amical                                     | Titulaire.                                           |
| 28                                      | 4 septembre 1999                        | Olimpiski, Kiev, Ukraine                        | Ukraine                                 | N 0 - 0                                 | Éliminatoires de l'Euro 2000                     | Titulaire.                                           |
| 29                                      | 8 septembre 1999                        | Stade Hrazdan, Erevan, Arménie                  | Arménie                                 | V 3 - 2                                 | Éliminatoires de l'Euro 2000                     | Titulaire.                                           |
| 30                                      | 23 février 2000                         | Stade de France, Saint-Denis, France            | Pologne                                 | V 1 - 0                                 | Match amical                                     | Titulaire.                                           |
| 31                                      | 26 avril 2000                           | Stade de France, Saint-Denis, France            | Slovénie                                | V 3 - 2                                 | Match amical                                     | Titulaire.                                           |
| 32                                      | 28 mai 2000                             | Stade Maksimir, Zagreb, Croatie                 | Croatie                                 | V 2 - 0                                 | Match amical                                     | Titulaire.                                           |
| 33                                      | 4 juin 2000                             | Stade Mohammed-V, Casablanca, Maroc             | Japon                                   | N 2 - 2 4-2 t.a.b                       | Tournoi Hassan II 2000                           | Titulaire.                                           |
| 34                                      | 11 juin 2000                            | Stade Jan-Breydel, Bruges, Belgique             | Danemark                                | V 3 - 0                                 | Premier tour de l'Euro 2000                      | Titulaire.                                           |
| 35                                      | 16 juin 2000                            | Stade Jan-Breydel, Bruges, Belgique             | Tchéquie                                | V 2 - 1                                 | Premier tour de l'Euro 2000                      | Titulaire.                                           |
| 36                                      | 25 juin 2000                            | Stade Jan-Breydel, Bruges, Belgique             | Espagne                                 | V 2 - 1                                 | Quart de finale de l'Euro 2000                   | Titulaire.                                           |
| 37                                      | 28 juin 2000                            | Stade Roi Baudouin, Bruxelles, Belgique         | Portugal                                | V 2 - 1 b.e.o                           | Demi-finale de l'Euro 2000                       | Titulaire.                                           |
| 38                                      | 2 juillet 2000                          | Stade de Feyenoord, Rotterdam, Pays-Bas         | Italie                                  | V 2 - 1 b.e.o                           | Finale de l'Euro 2000                            | Titulaire.                                           |
| 39                                      | 16 août 2000                            | Stade Vélodrome, Marseille, France              | Sélection FIFA                          | V 5 - 1                                 | Match amical                                     | Titulaire, remplacé par Ulrich Ramé à la 46e minute. |
| 40                                      | 15 novembre 2000                        | Stade İnönü du BJK, Istanbul, Turquie           | Turquie                                 | V 4 - 0                                 | Match amical                                     | Titulaire.                                           |
| 41                                      | 27 février 2001                         | Stade de France, Saint-Denis, France            | Allemagne                               | V 1 - 0                                 | Match amical                                     | Titulaire.                                           |
| 42                                      | 25 avril 2001                           | Stade de France, Saint-Denis, France            | Portugal                                | V 4 - 0                                 | Match amical                                     | Titulaire.                                           |
| 43                                      | 15 août 2001                            | Stade de la Beaujoire, Nantes, France           | Danemark                                | V 1 - 0                                 | Match amical                                     | Titulaire.                                           |
| 44                                      | 6 octobre 2001                          | Stade de France, Saint-Denis, France            | Algérie                                 | V 4 - 1                                 | Match amical                                     | Titulaire.                                           |
| 45                                      | 11 novembre 2001                        | Cricket Ground, Melbourne, Australie            | Australie                               | N 1 - 1                                 | Match amical                                     | Titulaire.                                           |
| 46                                      | 27 mars 2002                            | Stade de France, Saint-Denis, France            | Écosse                                  | V 5 - 0                                 | Match amical                                     | Titulaire.                                           |
| 47                                      | 17 avril 2002                           | Stade de France, Saint-Denis, France            | Russie                                  | N 0 - 0                                 | Match amical                                     | Titulaire.                                           |
| 48                                      | 26 mai 2002                             | Big Bird Stadium, Suwon, Corée du Sud           | Corée du Sud                            | V 3 - 2                                 | Match amical                                     | Titulaire.                                           |
| 49                                      | 31 mai 2002                             | Seoul World Cup Stadium, Séoul, Corée du Sud    | Sénégal                                 | D 0 - 1                                 | Premier tour de la Coupe du monde 2002           | Titulaire.                                           |
| 50                                      | 6 juin 2002                             | Stade Asiade de Busan, Pusan, Corée du Sud      | Uruguay                                 | N 0 - 0                                 | Premier tour de la Coupe du monde 2002           | Titulaire.                                           |
| 51                                      | 11 juin 2002                            | Stade Munhak d'Incheon, Incheon, Corée du Sud   | Danemark                                | D 0 - 2                                 | Premier tour de la Coupe du monde 2002           | Titulaire.                                           |
| 52                                      | 12 octobre 2002                         | Stade de France, Saint-Denis, France            | Slovénie                                | V 5 - 0                                 | Éliminatoires de l'Euro 2004                     | Titulaire.                                           |
| 53                                      | 16 octobre 2002                         | Ta' Qali Stadium, La Valette, Malte             | Malte                                   | V 4 - 0                                 | Éliminatoires de l'Euro 2004                     | Titulaire.                                           |
| 54                                      | 20 novembre 2002                        | Stade de France, Saint-Denis, France            | RF Yougoslavie                          | V 3 - 0                                 | Match amical                                     | Titulaire.                                           |
| 55                                      | 29 mars 2003                            | Stade Felix-Bollaert, Lens, France              | Malte                                   | V 6 - 0                                 | Éliminatoires de l'Euro 2004                     | Titulaire.                                           |
| 56                                      | 2 avril 2003                            | Stade Renzo-Barbera, Palerme, Italie            | Israël                                  | V 2 - 1                                 | Éliminatoires de l'Euro 2004                     | Titulaire.                                           |
| 57                                      | 30 avril 2003                           | Stade de France, Saint-Denis, France            | Égypte                                  | V 5 - 0                                 | Match amical                                     | Titulaire.                                           |
| 58                                      | 20 juin 2003                            | Stade Geoffroy-Guichard, Saint-Étienne, France  | Japon                                   | V 2 - 1                                 | Premier tour de la Coupe des confédérations 2003 | Titulaire.                                           |
| 59                                      | 29 juin 2003                            | Stade de France, Saint-Denis, France            | Cameroun                                | V 1 - 0                                 | Finale de la Coupe des confédérations 2003       | Titulaire.                                           |
| 60                                      | 20 août 2003                            | Stade de Genève, Genève, Suisse                 | Suisse                                  | V 2 - 0                                 | Match amical                                     | Titulaire.                                           |
| 61                                      | 6 septembre 2003                        | Stade de France, Saint-Denis, France            | Chypre                                  | V 5 - 0                                 | Éliminatoires de l'Euro 2004                     | Titulaire.                                           |
| 62                                      | 10 septembre 2003                       | Stade central, Ljubljana, Slovénie              | Slovénie                                | V 2 - 0                                 | Éliminatoires de l'Euro 2004                     | Titulaire.                                           |
| 63                                      | 11 octobre 2003                         | Stade de France, Saint-Denis, France            | Israël                                  | V 3 - 0                                 | Éliminatoires de l'Euro 2004                     | Titulaire.                                           |
| 64                                      | 18 février 2004                         | Stade Roi Baudouin, Bruxelles, Belgique         | Belgique                                | V 2 - 0                                 | Match amical                                     | Titulaire.                                           |
| 65                                      | 31 mars 2004                            | Stade de Feyenoord, Rotterdam, Pays-Bas         | Pays-Bas                                | N 0 - 0                                 | Match amical                                     | Titulaire.                                           |
| 66                                      | 6 juin 2004                             | Stade de France, Saint-Denis, France            | Ukraine                                 | V 1 - 0                                 | Match amical                                     | Titulaire.                                           |
| 67                                      | 13 juin 2004                            | Stade de Luz, Lisbonne, Portugal                | Angleterre                              | V 2 - 1                                 | Premier tour de l'Euro 2004                      | Titulaire.                                           |
| 68                                      | 17 juin 2004                            | Stade Dr. Magalhães Pessoa, Leiria, Portugal    | Croatie                                 | N 2 - 2                                 | Premier tour de l'Euro 2004                      | Titulaire.                                           |
| 69                                      | 21 juin 2004                            | Stade municipal, Coimbra, Portugal              | Suisse                                  | V 3 - 1                                 | Premier tour de l'Euro 2004                      | Titulaire.                                           |
| 70                                      | 25 juin 2004                            | Estádio José Alvalade XXI, Lisbonne, Grèce      | Grèce                                   | D 0 - 1                                 | Quart de finale de l'Euro 2004                   | Titulaire.                                           |
| 71                                      | 18 août 2004                            | Stade de la route de Lorient, Rennes, France    | Bosnie-Herzégovine                      | N 1 - 1                                 | Match amical                                     | Titulaire et capitaine.                              |
| 72                                      | 9 octobre 2004                          | Stade de France, Saint-Denis, France            | République d'Irlande                    | N 0 - 0                                 | Éliminatoires de la Coupe du monde 2006          | Titulaire et capitaine.                              |
| 73                                      | 13 octobre 2004                         | Stade GSP, Nicosie, Chypre                      | Chypre                                  | V 2 - 0                                 | Éliminatoires de la Coupe du monde 2006          | Titulaire.                                           |
| 74                                      | 26 mars 2005                            | Stade de France, Saint-Denis, France            | Suisse                                  | N 0 - 0                                 | Éliminatoires Coupe du monde 2006                | Titulaire.                                           |
| 75                                      | 30 mars 2005                            | Stade Ramat Gan, Tel-Aviv, Israël               | Israël                                  | N 1 - 1                                 | Éliminatoires Coupe du monde 2006                | Titulaire.                                           |
| 76                                      | 9 novembre 2005                         | Stade de Dillon, Fort-de-France, France         | Costa Rica                              | V 3 - 2                                 | Match amical                                     | Titulaire.                                           |
| 77                                      | 1er mars 2006                           | Stade de France, Saint-Denis, France            | Slovénie                                | D 1 - 2                                 | Match amical                                     | Titulaire.                                           |
| 78                                      | 27 mai 2006                             | Stade de France, Saint-Denis, France            | Mexique                                 | V 1 - 0                                 | Match amical                                     | Titulaire.                                           |
| 79                                      | 31 mai 2006                             | Stade Félix Bollaert, Lens, France              | Danemark                                | V 2 - 0                                 | Match amical                                     | Titulaire.                                           |
| 80                                      | 7 juin 2006                             | Stade Geoffroy-Guichard, Saint-Étienne, France  | Chine                                   | V 3 - 1                                 | Match amical                                     | Titulaire.                                           |
| 81                                      | 13 juin 2006                            | Gottlieb-Daimler-Stadion, Stuttgart, Allemagne  | Suisse                                  | N 0 - 0                                 | Premier tour de la Coupe du monde 2006           | Titulaire.                                           |
| 82                                      | 18 juin 2006                            | Zentralstadion, Leipzig, Allemagne              | Corée du Sud                            | N 1 - 1                                 | Premier tour de la Coupe du monde 2006           | Titulaire.                                           |
| 83                                      | 23 juin 2006                            | RheinEnergieStadion, Cologne, Allemagne         | Togo                                    | V 2 - 0                                 | Premier tour de la Coupe du monde 2006           | Titulaire.                                           |
| 84                                      | 27 juin 2006                            | HDI-Arena, Hanovre, Allemagne                   | Espagne                                 | V 3 - 1                                 | Huitième de finale de la Coupe du monde 2006     | Titulaire.                                           |
| 85                                      | 1er juillet 2006                        | Waldstadion, Francfort-sur-le-Main, Allemagne   | Brésil                                  | V 1 - 0                                 | Quart de finale de la Coupe du monde 2006        | Titulaire.                                           |
| 86                                      | 5 juillet 2006                          | Allianz Arena, Munich, Allemagne                | Portugal                                | V 1 - 0                                 | Demi-finale de la Coupe du monde 2006            | Titulaire.                                           |
| 87                                      | 9 juillet 2006                          | Olympiastadion, Berlin, Allemagne               | Italie                                  | N 1 - 1 3-5 t.a.b                       | Finale de la Coupe du monde 2006                 | Titulaire.                                           |

## Style de jeu
Fabien Barthez est un gardien explosif et rassurant pour sa défense. Celui qui semble toujours gérer la pression des rencontres est doté d'une bonne détente compensant sa taille modeste (1,78 m) ainsi qu'un placement et une relance irréprochables. Un excès de confiance en lui-même et quelques sautes de concentration l'obligent parfois à des arrêts spectaculaires autant par leur complexité que par leur dangerosité. Fabien Barthez avait aussi la particularité de s'éloigner parfois balle au pied sur le terrain loin de son but.

## Numéro 16
Lors des premières sélections de Fabien Barthez en équipe de France, c'est Bernard Lama, titulaire, qui porte le numéro 1, numéro généralement attribué aux gardiens. Fabien Barthez étant le deuxième gardien, il porte le numéro 16. Lorsqu'il devient titulaire avant la coupe du monde 1998, il porte toujours le numéro 16, car Lama est toujours dans l'équipe. Barthez a ensuite gardé le 16 en équipe de France et pour son retour à l'OM.

## Palmarès

### En club
Olympique de Marseille :

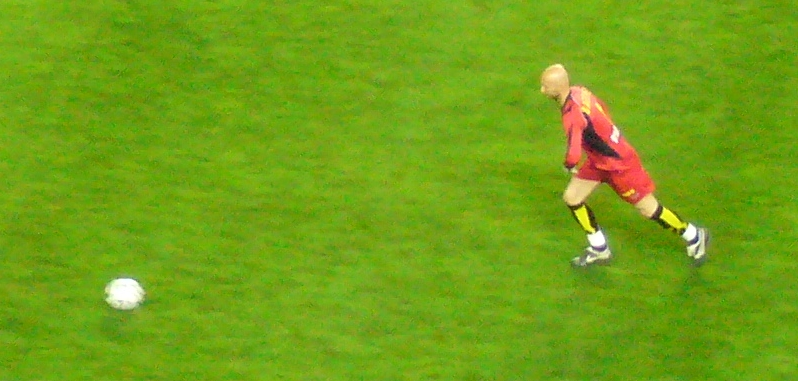
Barthez lors du match ASSE-Nantes le 7 avril 2007.

- Vainqueur de la Ligue des champions en 1993
- Champion de France en 1993 ( titre non attribué)
- Champion de France de Division 2 en 1995
- Finaliste de la Coupe UEFA en 2004
- Finaliste de la Coupe de France en 2006

 AS Monaco :
- Champion de France en 1997 et en 2000
- Vainqueur du Trophée des Champions en 1997

 Manchester United :
- Champion d'Angleterre en 2001 et en 2003
- Finaliste de la Coupe de la Ligue anglaise en 2003
- Finaliste du Charity Shield en 2000 et 2001

### En sélection nationale
- Vainqueur de la Coupe du Monde en 1998
- Champion d'Europe des Nations en 2000
- Vainqueur de la Coupe des Confédérations en 2003
- Vainqueur de la  Coupe Kirin en 1994
- Finaliste du Tournoi de Toulon en 1991
- Finaliste de la Coupe du Monde en 2006

## Distinctions personnelles et records
- En 1997 :
  - Membre de l'équipe-type de Ligue 1[53]
- En 1998 :
  - Meilleur gardien de la Coupe du Monde
  - Gardien européen de l'année
  - Onze d'Argent
  - Étoile d'or France Football
  - Membre de l'équipe-type de la Coupe du Monde
  - Membre de l'équipe-type de Ligue 1 [54]
  - 14e au Ballon d'or
- En 1999 :
  - Membre de l'équipe-type de Ligue 1 [55]
- En 2000 :
  - 11e au Ballon d'Or
  - Gardien européen de l'année
  - Meilleur gardien de football de l'année (IFFHS)
  - Membre de l'équipe-type du championnat d'Europe
  - Membre de l'équipe-type de Ligue 1[56]
- En 2001 :
  - Membre de l'équipe-type de Premier League
- En 2004 :
  - Trophée du joueur du mois de Ligue 1 UNFP en septembre.
  - Nommé au Ballon d'Or et en 2004
- En 2006 :
  - Co-recordman avec Peter Shilton du nombre de matchs joués en Coupe du monde (10 matchs) sans encaisser le moindre but (clean sheets)
- En 2011 :
  - Membre de l'équipe-type spéciale 20 ans des Trophées UNFP en 2011
- En 2016 
  - Élu 51e du Top 100 des meilleurs joueurs de l'histoire de l'Euro selon le journal L'Équipe [57]
- En 2020 :
  - Nommé dans la Dream Team des 120 ans de l'Olympique de Marseille
  - Nommé dans le XI de légende de tous les temps de l'équipe de France selon les internautes de L'Équipe[58].

## Décorations
- Chevalier de la Légion d'honneur (décret du 24 juillet 1998)[1]

## Statistiques en sport automobile
Résultats saisons (sport automobile)
| Saison | Championnat                                     | Équipe          | Courses | Victoires | Poles | M/Tours | Podiums | Points | Position |
| ------ | ----------------------------------------------- | --------------- | ------- | --------- | ----- | ------- | ------- | ------ | -------- |
| 2008   | Porsche Carrera Cup France                      | Team Sofrev-ASP | 8       | 0         | 0     | 0       | 0       | 0      | n.c      |
| 2008   | THP Spider Cup                                  | Peugeot Sport   | 2       | 0         | 0     | 0       | 0       | 0      | n.c      |
| 2009   | Porsche Carrera Cup France                      | Team Sofrev ASP | 2       | 0         | 0     | 0       | 0       | 0      | n.c      |
| 2009   | Championnat de France FFSA GT                   | CGR Mediaco     | 4       | 0         | 0     | 0       | 0       | 0      | n.c      |
| 2009   | Bioracing Series                                | pas d'équipe    | 2       | 0         | 0     | 0       | 0       | 2      | 32e      |
| 2009   | Caterham Cup France                             | pas d'équipe    | 2       | 0         | 0     | 0       | 0       | 5      | 25e      |
| 2010   | Championnat de France FFSA GT                   | CGR Mediaco     | 6       | 0         | 0     | 0       | 1       | 18     | 18e      |
| 2010   | Lamborghini Super Trofeo                        | Lamborghini     | 2       | 0         | 0     | 0       | 0       | 0      | n.c      |
| 2011   | Championnat de France FFSA GT                   | Team Sofrev ASP | 13      | 0         | 0     | 0       | 0       | 0      | n.c      |
| 2011   | Grand Prix de Pau Electrique                    | pas d'équipe    | 2       | 0         | 0     | 0       | 0       | 0      | n.c      |
| 2012   | Championnat de France FFSA GT                   | Team Sofrev ASP | 14      | 1         | 0     | 0       | 3       | 126    | 7e       |
| 2012   | Blancpain Endurance Series (cat.GT3 pro-Am Cup) | Team Sofrev ASP | 1       | 0         | 0     | 0       | 1       | 15     | 25e      |
| 2013   | FIA GT Series (cat. Gentlemen Trophy)           | Team Sofrev ASP | 1       | 1         | 1     | 0       | 1       | 34     | n.c      |

## Vie privée
Entre 1998 et 2000, il est en couple avec le mannequin canadien Linda Evangelista. Le 16 juin 2004, il a épousé Aurélie avec qui il a deux enfants, Lenny, né le 22 juin 2003, et Aldo, né le 21 décembre 2007.